# Teddy Dunn
Edward Wilkes "Teddy" Dunn (nacido el 19 de junio de 1980) es un actor estadounidense conocido por interpretar a Duncan Kane en la serie de televisión de Rob Thomas Veronica Mars, que interpretó durante 44 episodios.

## Biografía

### Vida personal
Dunn nació en Torquay, Victoria, Australia. Creció en Durham, Carolina del Norte. Asistió a la Academia Phillips, Andover, una escuela preparatoria en Andover, Massachusetts y se graduó en 1999. Dunn asistió a la Universidad de Northwestern, donde estudió teatro y ciencia política. Sigue siendo un estudioso de historia y política. Dunn disfruta jugar varios deportes y es un devoto admirador de la Liga Mayor de Baloncesto.

### Carrera
En la Academia Phillips, Andover, se involucró en teatro, interpretando el papel de Jerry en The Zoo Story de Edward Albee y el personaje principal de Alceste en The Misanthrope de Molière, dirigida por Kevin Heelan.
Dunn fue elegido como un regular para la primera temporada de Veronica Mars como Duncan Kane, pero dejó el programa en la temporada 2 en el episodio "Donut Run". Regresó para un cameo en la final de temporada de la temporada 2, en "Not Pictured", pero no representó su papel en la tercera temporada. También apareció en el remake de 2004 de The Manchurian Candidate. Ese mismo año, tuvo un papel en Gilmore Girls. Tuvo una aparición en Grey's Anatomy en 2006. Apareció en la película de 2008 Jumper como Mark Kobold.

## Filmografía
| Año       | Título                   | Papel           | Notas                                          |
| --------- | ------------------------ | --------------- | ---------------------------------------------- |
| 2004      | Gilmore Girls            | Graham Sullivan | Episodio: "Last Week Fights, This Week Tights" |
| 2004      | The Manchurian Candidate | Wilson          |                                                |
| 2004–2006 | Veronica Mars            | Duncan Kane     | 44 Episodios                                   |
| 2005      | Campus Confidential      | Brandon         | Película de televisión                         |
| 2006      | Grey's Anatomy           | Heath Mercer    | Episodio: "Band-Aid Covers the Bullet Hole"    |
| 2008      | Jumper                   | Mark Kobold     |                                                |
| 2008      | CSI: NY                  | Kevin Hall      | Episodio: "Enough"                             |
| 2009      | Kill Theory              | Brent           |                                                |
| 2011      | A Good Funeral           | Bret            | Posproducción                                  |